# Jones County (Mississippi)
Das Jones County ist ein County im US-Bundesstaat Mississippi. Verwaltungssitze (County Seats) sind Laurel und  Ellisville, womit das Jones County zu den zehn Countys in Mississippi gehört, die über zwei Verwaltungssitze verfügen. Das U.S. Census Bureau hat bei der Volkszählung 2020 eine Einwohnerzahl von 67.246 ermittelt.

## Geographie
Das County liegt im mittleren Südosten von Mississippi, ist im Osten etwa 50 km von Alabama entfernt und hat eine Fläche von 1812 Quadratkilometern, wovon 15 Quadratkilometer Wasserfläche sind. Es grenzt an folgende Countys:
| Smith County     | Jasper County |              |
| Covington County |               | Wayne County |
| Forrest County   |               | Perry County |

## Geschichte

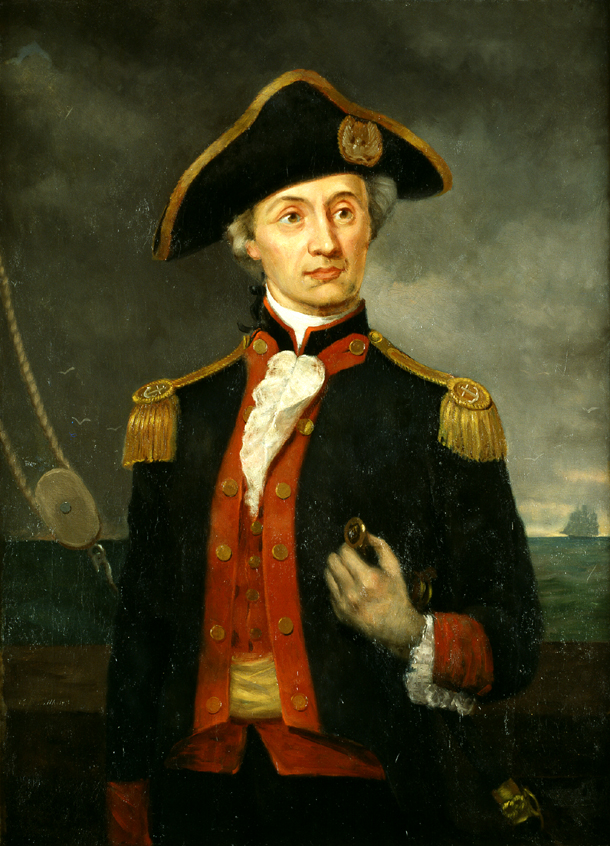
J. P. Jones

Das Jones County wurde am 24. Januar 1826 aus Teilen des Covington County und des Wayne County gebildet. Benannt wurde es nach John Paul Jones, einem Marine-Offizier.
Während des Sezessionskriegs führte der arme weiße Farmer Newton Knight mit Gleichgesinnten einen Guerillakampf gegen die Konföderierten Staaten von Amerika und erklärte seine Loyalität zur Union. Im Frühjahr 1864 konnte Knights Truppe das County Courthouse in Ellisville einnehmen. Das County war danach als Free State of Jones bekannt. Dieses Ereignis wurde 2016 in dem Film Free State of Jones thematisiert.
Sieben Bauwerke und Stätten des Countys sind im National Register of Historic Places eingetragen (Stand 1. Februar 2018).

## Demografische Daten

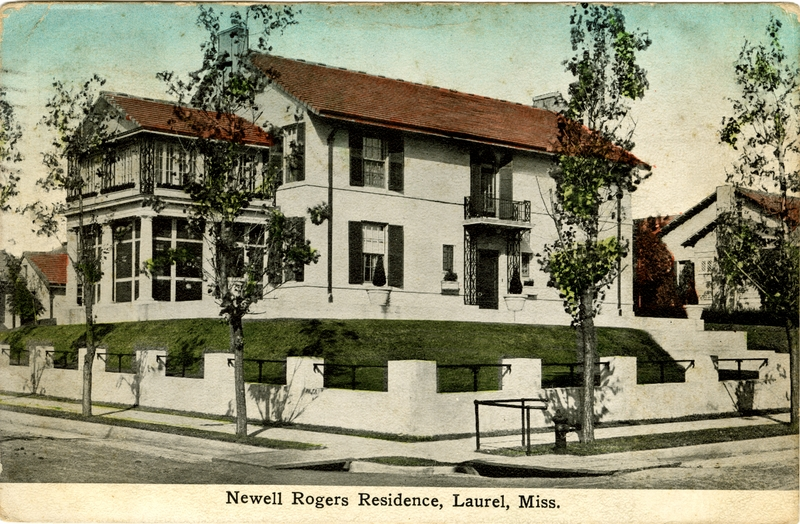
Das Newell Rogers House, gelistet im NRHP

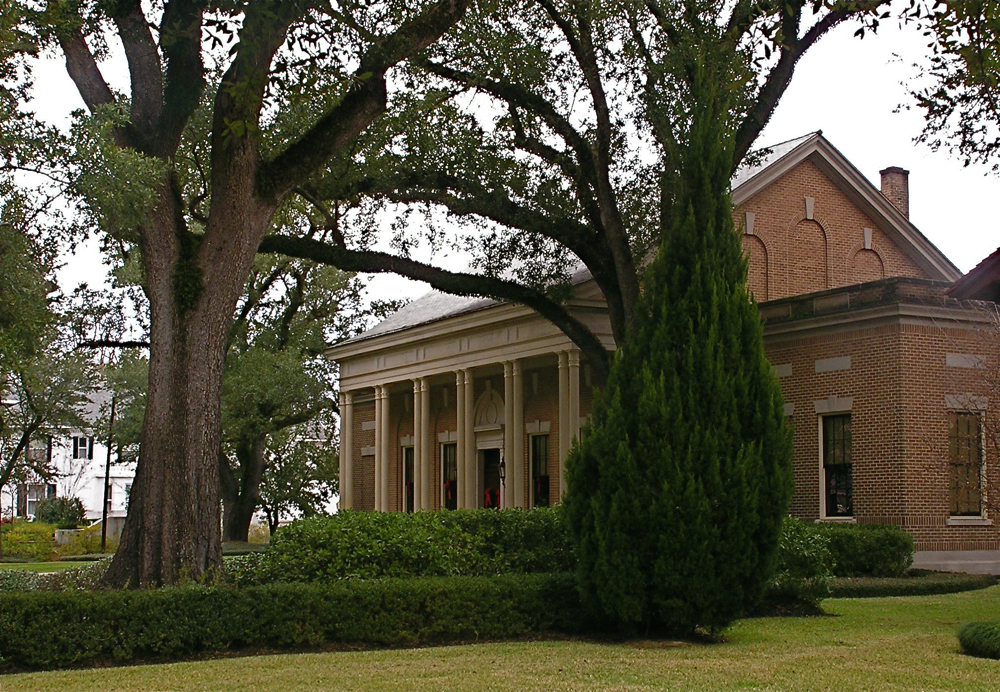
Lauren Rogers Museum of Art

Nach der Volkszählung im Jahr 2000 lebten im Jones County 64.958 Menschen in 24.275 Haushalten und 17.550 Familien. Die Bevölkerungsdichte betrug 36 Personen pro Quadratkilometer. Ethnisch betrachtet setzte sich die Bevölkerung zusammen aus 71,11 Prozent Weißen, 26,34 Prozent Afroamerikanern, 0,39 Prozent amerikanischen Ureinwohnern, 0,27 Prozent Asiaten, 0,01 Prozent Bewohnern aus dem pazifischen Inselraum und 1,41 Prozent aus anderen ethnischen Gruppen; 0,48 Prozent stammten von zwei oder mehr Ethnien ab. 1,96 Prozent der Bevölkerung waren spanischer oder lateinamerikanischer Abstammung, die verschiedenen der genannten Gruppen angehörten.
Von den 24.275 Haushalten hatten 32,6 Prozent Kinder unter 18 Jahren, die mit ihnen lebten. 53,0 Prozent waren verheiratete, zusammenlebende Paare, 15,1 Prozent waren allein erziehende Mütter und 27,7 Prozent waren keine Familien. 24,4 Prozent aller Haushalte waren Singlehaushalte und in 11,0 Prozent lebten Menschen im Alter von 65 Jahren oder darüber. Die durchschnittliche Haushaltsgröße lag bei 2,61 und die durchschnittliche Familiengröße bei 3,08 Personen.
25,8 Prozent der Bevölkerung war unter 18 Jahre alt, 10,5 Prozent zwischen 18 und 24, 27,3 Prozent zwischen 25 und 44, 22,2 Prozent zwischen 45 und 64 Jahre alt und 14,2 Prozent waren 65 Jahre oder älter. Das Durchschnittsalter betrug 36 Jahre. Auf 100 weibliche kamen statistisch 93,7 männliche Personen und auf 100 Frauen im Alter von 18 Jahren oder darüber kamen 90,1 Männer.
Das durchschnittliche Einkommen eines Haushaltes betrug 28.786 USD, das einer Familie 34.465 USD. Männer hatten ein durchschnittliches Einkommen von 28.273 USD, Frauen 19.405 USD. Das Prokopfeinkommen lag bei 14.820 USD. Etwa 14,3 Prozent der Familien und 19,8 Prozent der Bevölkerung lebten unterhalb der Armutsgrenze.

## Städte und Gemeinden
| - Eastabuchie - Ellisville - Laurel - Moselle | - Ovett - Sandersville - Soso |